# Langues amérindiennes
Langues autochtones des Amériques
Les langues amérindiennes, aussi appelées langues autochtones des Amériques, sont les langues des premiers peuples du continent américain (y compris les îles du plateau continental), développées depuis les débuts de l'établissement humain jusqu'à l'arrivée des Européens, des Africains et des Asiatiques. Elles sont parlées par les Autochtones depuis l'Alaska et le Groenland jusqu'à la Terre de Feu. L'étude de ces langues est appelée américanisme, et les linguistes spécialisés américanistes.
Le continent américain abrite plusieurs centaines de langues autochtones (800 selon Francisco Lizcano), regroupées en grandes familles de langues de taille très variable, comme les langues algiques (dont l’algonquin), uto-aztèques (dont le nahuatl)… principalement en Amérique du Nord, les langues mayas (dont le quiché), oto-mangues (dont le mixtèque de Coatzospan)… principalement en Amérique Centrale et au Mexique, les langues arawakiennes (dont le wayuu), tupi (dont le guarani), quechuas (dont le quéchua cuzquénien)… principalement en Amérique du Sud, ainsi que des langues isolées. La classification de Voegelin et Voegelin (1965) est la dernière représentation des relations linguistiques sur le continent américain ayant rencontré l'approbation générale. Les langues dites amérindiennes sont comprises dans les langues autochtones des Amériques, qui comptent également les langues inuites-yupik-unangax.
Plusieurs de ces langues sont menacées de disparition et beaucoup d'autres sont déjà éteintes. Des dizaines de milliers d’années de culture et d’identité sont ainsi définitivement perdues.  D'après les autochtones, la disparition de leurs langues est liée à la perte de territoire et leur interdit d'atteindre un épanouissement culturel suffisant.
Aujourd’hui, des efforts sont accomplis pour permettre la préservation de ces langues qui bénéficient d’un statut officiel dans les pays ou les régions où elles sont parlées, ainsi que d’une présence croissante dans la production écrite et les systèmes éducatifs.

## Historique
Des études de paléogénétique ont montré que l'ascendance génomique des Amérindiens présentait deux divisions précoces, survenues entre 22 000 et 14 600 ans AP, donnant naissance à trois lignées principales. Le premier groupe à diverger était celui des Anciens Béringiens, représentés par des individus d'Alaska âgés de 11 500 à 9 000 ans AP. S'en est suivie une division qui a donné naissance à deux lignées supplémentaires : l'une comprenant principalement des locuteurs de langues athabascanes et algiques, ainsi que des groupes du Nord-Ouest Pacifique, tandis que l'autre comprend tous les autres Amérindiens, y compris tous les anciens Sud-Américains, et est représentée par un individu de la culture Clovis âgé d'environ 12 800 ans AP. Cependant, de nombreux groupes autochtones ont une histoire démographique complexe impliquant une ascendance supérieure à cette division, issue des deux lignées.
Avant l'arrivée des Européens dans le Nouveau Monde, les langues des peuples autochtones étaient parlées depuis ce qui est aujourd'hui le Canada jusqu'à la pointe sud de l'Amérique du Sud par les ancêtres des peuples originaires,.
Plusieurs langues indigènes ont développé leur propre écriture, comme les langues mayas ou le nahuatl. Beaucoup adoptèrent plus tard l'alphabet latin ou conçurent une écriture plus adaptée à leurs particularismes.
À la suite de l'arrivée de Christophe Colomb en  1492, l'espagnol, l'anglais, le portugais, le français et le néerlandais furent apportés par les colons européens et constituent actuellement les langues officielles des États indépendants d'Amérique, bien que la Bolivie, l'Équateur, le Paraguay et le Pérou possèdent une ou plusieurs langues amérindiennes officielles en plus de l'espagnol. Plusieurs créoles se sont également développés.

## Locuteurs
Les langues autochtones ne comptent aujourd’hui que quelque 30 millions de locuteurs. Le quechua, l'aymara, le guarani et le nahuatl, qui ont un statut officiel en Bolivie, au Pérou, au Paraguay et au Mexique respectivement, en possèdent plusieurs millions. La langue mapuche compte quelques centaines de milliers de locuteurs du sud du Chili et de l'Argentine. D'autres ne comptent plus que quelques locuteurs âgés. Pour ces peuples la perte progressive de leur langue a un impact direct sur leurs droits fondamentaux et implique aussi de nombreuses difficultés rencontrées tant en matière de politique que de justice, de santé, d'éducation, d'isolement culturel ou encore d'environnement.

## Familles de langues et isolats par région
Les langues autochtones, quoique très diverses, peuvent selon les théories encore contestées de certains linguistes (Joseph Greenberg, Merritt Ruhlen) être regroupées en trois grandes familles :
- les langues eskimo-aléoutes parlées à l'extrême nord du continent en Alaska, au Canada et au Groenland ;
- les langues na-dené parlées dans l'ouest canadien, en Alaska et dans les territoires sud-ouest des États-Unis avec notamment la présence des tribus apaches et navajos.
- les langues amérindes qui regrouperaient toutes les autres langues amérindiennes. L'un des points communs majeurs des langues amérindes serait un pronom de la première personne en n- et un pronom de la seconde personne en m-. Toutefois l'algonquin présente un pronom de première personne n- et un pronom de seconde personne k-.

Pour les familles de langues, le nombre entre parenthèses correspond au nombre de langues dans cette famille.

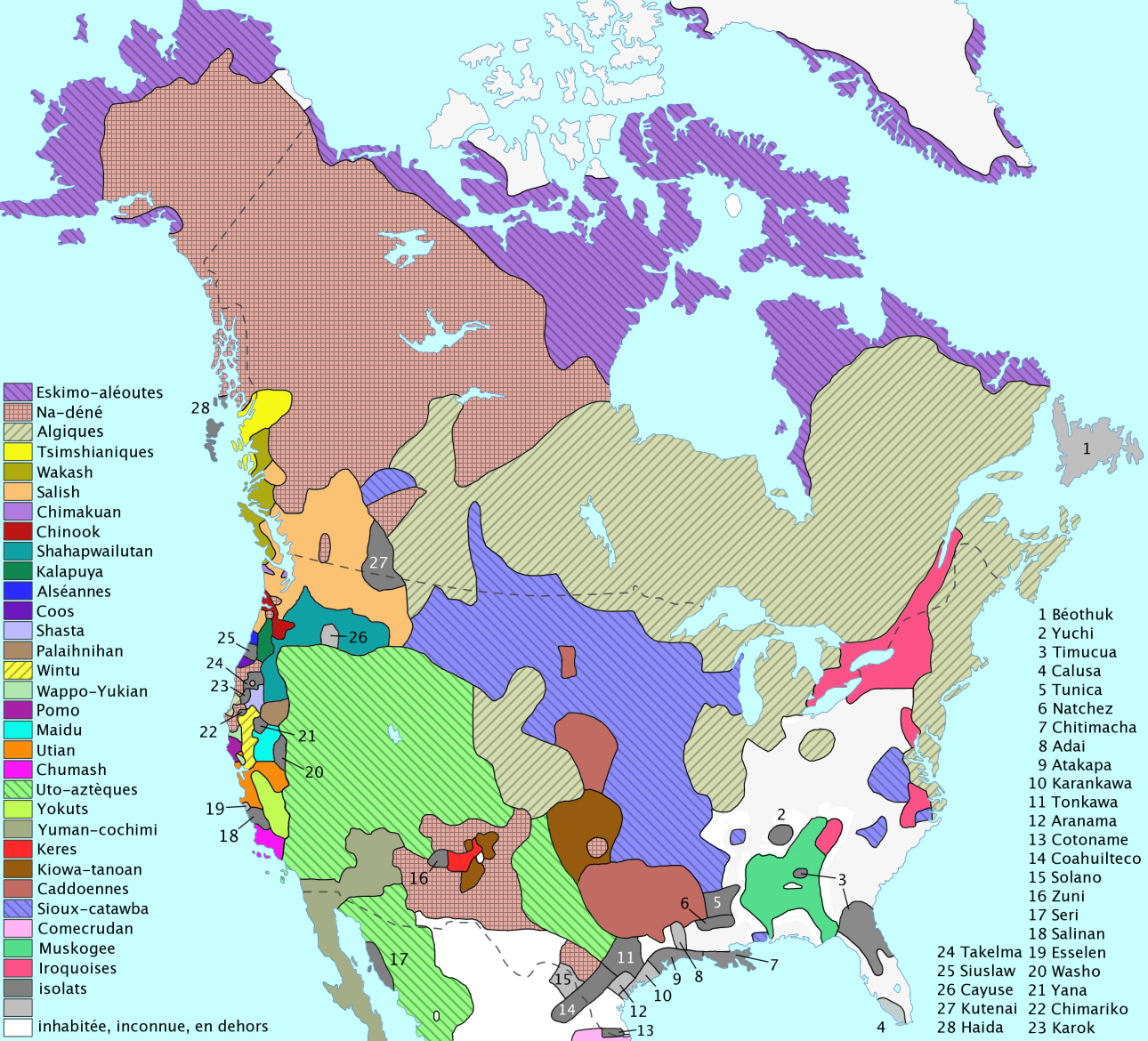
Familles de langues amérindiennes et isolats en Amérique du Nord

### Groenland, Canada et États-Unis

#### Familles (nord)
1. Langues algiques (dont les langues algonquiennes) (29)
2. Langues alséanes (2)
3. Langues caddoanes (5)
4. Langues chimakuanes (2)
5. Langues chinooks (3)
6. Langues chumash (6)
7. Langues comecrudanes (3)
8. Langues coos (2)
9. Langues costanoanes (7)
10. Langues eskimo-aléoutes (7)
11. Langues iroquoiennes (11)
12. Langues kalapuyanes (3)
13. Langues keresanes (3)
14. Langues kiowa-tanoanes (7)
15. Langues maiduanes (4)
16. Langues miwok
17. Langues muskogéennes (6)
18. Langues na-dené (40)
19. Langues palaihnihanes (2)
20. Langues sahaptiennes (2)
21. Langues pomo (7)
22. Langues salish (23)
23. Langues shastanes (4)
24. Langues siouanes (16)
25. Langues siuslawanes (États-Unis : Oregon)
26. Langues tsimshianiques (2)
27. Langues uto-aztèques (31)
28. Langues wakashanes (6)
29. Langues wintuanes (4)
30. Langues yokuts (3)
31. Langues yukianes (2)
32. Langues yumanes (11)

#### Isolats et langues non classées (nord)
1. Adai (États-Unis : Louisiane, Texas)
2. Aranama (États-Unis : Texas)
3. Atakapa (États-Unis : Louisiane, Texas)
4. Beothuk (Canada : Terre-Neuve)
5. Cayuse (États-Unis : Oregon, Washington)
6. Chimariko (États-Unis : Californie)
7. Chitimacha (États-Unis : Louisiane)
8. Coahuilteco (États-Unis : Texas - Nord-Est du Mexique)
9. Cotoname (Nord-Est du Mexique; États-Unis : Texas)
10. Esselen (États-Unis : Californie)
11. Haïda (Canada : Colombie-Britannique -  États-Unis : Alaska)
12. Karankawa (États-Unis : Texas)
13. Karuk (États-Unis : Californie)
14. Klamath (États-Unis: Oregon)
15. Kutenai (Canada : Colombie Britannique -  États-Unis : Idaho, Montana)
16. Molala (États-Unis: Oregon)
17. Natchez (États-Unis : Mississippi, Louisiane)
18. Salinan (États-Unis : Californie)
19. Solano (Nord-Est du Mexique; États-Unis : Texas)
20. Takelma (États-Unis : Oregon)
21. Timucua (États-Unis : Floride, Géorgie)
22. Tonkawa (États-Unis : Texas)
23. Tunica (États-Unis : Mississippi, Louisiane, Arkansas)
24. Washo (États-Unis : Californie, Nevada)
25. Yana (États-Unis : Californie)
26. Yuchi (États-Unis : Géorgie, Oklahoma)
27. Zuñi (États-Unis : Nouveau Mexique)

### Amérique centrale

#### Familles (centrale)
1. Langues algiques (Amérique du Nord et Amérique centrale) (29)
2. Langues chibchanes (Amérique centrale et Amérique du Sud) (22)
3. Langues jicaques
4. Langues lencas
5. Langues mayas (31)
6. Langues misumalpanes
7. Langues mixe-zoque (19)
8. Langues oto-mangues (27)
9. Langues tequistlatèques (3)
10. Langues totonaques (2)
11. Langues uto-aztèques (Amérique du Nord et Amérique centrale) (31)
12. Langues yumanes (Amérique du Nord et Amérique centrale) (11)

#### Isolats et langues non classées (centrale)
1. Alagüilac (Guatemala)
2. Coahuilteco (États-Unis : Texas - Nord-Est du Mexique)
3. Cotoname (États-Unis : Texas - Nord-Est du Mexique)
4. Cuitlatèque (Mexique: Guerrero)
5. Guaicura
6. Huave (Mexique: Oaxaca)
7. Huchití
8. Huetar (Costa Rica)
9. Maratino (Nord-Est du Mexique)
10. Naolan (Mexique: Tamaulipas)
11. Pericú
12. Quinigua (Nord-Est du Mexique)
13. Seri ou Cmiique Itom (Mexique: Sonora)
14. Solano (États-Unis : Texas - Nord-Est du Mexique)
15. Tarasque ou purepecha (Mexique: Michoacán)
16. Xinca

### Amérique du Sud

#### Familles (sud)
1. langues alakalufanes (2)
2. langues arawanes (8)
3. langues arawakiennes (Amérique du Sud et Antilles) (60)
4. langues arutani-sape (2)
5. langues aymaranes (3)
6. langues barbacoanes (6)
7. langues cahuapananes (2)
8. langues caribes (29)
9. langues catacaoanes (en)
10. langues chapakura (9)
11. langues charruanes
12. langues chibchanes (Amérique centrale et Amérique du Sud) (22)
13. langues chimuanes (en)
14. langues chocó (10)
15. langues cholonanes
16. langues chon (2)
17. langues guahibanes (2)
18. langues guamo
19. langues huarpéanes
20. langues jirajaranes (3)
21. langues jivaro (4)
22. langues katukinanes (3)
23. langues lule-vilela
24. langues macro-jê (32)
25. langues maku (6)
26. langues lengua-mascoy (5)
27. langues mataguayo (11)
28. langues mosetenanes
29. langues mura (4)
30. langues nambikwaranes (5)
31. langues otomaco (2)
32. langues pano-tacananes (30)
33. langues peba-yaguanes (2)
34. langues quechuas (46)
35. langues salivanes (2)
36. langues timote-cuica (2)
37. langues tiniguanes (2)
38. langues tucanoanes (25)
39. langues tupi (70)
40. langues uru-chipaya (2)
41. langues waykuruanes
42. langues witotoanes (6)
43. langues yanomami (4)
44. langues zamucoanes (2)
45. langues zaparoanes (7)

#### Isolats et langues non classées (sud)
1. aguano (†)
2. ahuaqué
3. aikanã (Brésil : Rondônia)
4. andaquí (†)
5. andoke (Colombie, Pérou)
6. andoquero (†)
7. auishiri
8. baenan (Brésil: Bahia) (baenán, baenã)
9. betoi (Colombie)
10. camsá (Colombie)
11. candoshi
12. canichana (Bolivie)
13. cañar
14. cara
15. carabayo
16. cayubaba (Bolivie)
17. chachapoya
18. chiquitano
19. coeruna (Brésil) (†)
20. cofán (Colombie, Équateur)
21. cueva
22. culle (Pérou)
23. cunza
24. diaguita (Argentine)
25. esmeraldeño (†)
26. fulnió
27. gamela (Brésil : Maranhão)
28. gorgotoqui (Bolivie)
29. guató
30. harakmbut
31. hoti (Venezuela)
32. huamoé (Brésil : Pernambuco)
33. huaorani (Équateur , Pérou)
34. irantxe (Brésil : Mato Grosso)
35. itonama (Bolivie)
36. jeikó (†)
37. jotí (Venezuela)
38. kaimbe
39. kaliana
40. kapixaná
41. karirí (Brésil : Paraíba, Pernambuco, Ceará)
42. katembrí (†)
43. kawésqar
44. koayá (Brésil : Rondônia)
45. koihoma (Pérou) (†)
46. kukurá (Brésil : Mato Grosso)
47. leko
48. makou
49. malibú
50. mapudungun (Chili, Argentine)
51. matanawí
52. mocana
53. mochita (†)
54. movima (Bolivie)
55. muniche (Pérou)
56. mutú
57. muzo (Colombie) (†)
58. natú (Brésil : Pernambuco)
59. nonuya (Pérou, Colombie)
60. ofayé
61. vieux Catío-Nutabe (Colombie) (†)
62. omurana (Pérou)
63. otí (Brésil: São Paulo) (†)
64. páez
65. pakarara (†)
66. palta
67. panche (†)
68. pankararú (Brésil : Pernambuco)
69. pantagora (†)
70. panzaleo (Équateur)
71. puquina (Bolivie)
72. puruhá
73. pijao
74. resigaro
75. rikbaktsa
76. sabela (Équateur, Pérou)
77. salumã (Brésil)
78. sechura
79. tairona (Colombie)
80. tarairiú (Brésil : Rio Grande do Norte)
81. taruma (†)
82. taushiro (Pérou)
83. tequiraca (Pérou)
84. ticuna (Colombie, Pérou, Brésil)
85. trumai (Brésil : Xingu, Mato Grosso)
86. tuxá (Brésil : Bahia, Pernambuco)
87. urarina
88. wakona (†)
89. warao (Guyana, Surinam, Venezuela)
90. xokó (Brésil : Alagoas, Pernambuco)
91. xukurú (Brésil : Pernambuco, Paraíba)
92. Yagan (Chili)
93. yaruro
94. yuracare (Bolivie)
95. yuki (Colombie, Brésil)
96. yuri (Colombie, Brésil)
97. yurumanguí (Colombie)

#### Sources modernes
Dans les Amériques
- « Les langues autochtones lèvent le voile sur l’histoire du peuplement des Amériques », sur www.quebecscience.qc.ca (consulté le 26 août 2021)
- Jacques Maurais, «La situation des langues autochtones d'Amérique», chapitre 1er de « Les langues autochtones du Québec », sur Conseil supérieur de la langue française (consulté le 26 août 2021)
- « Droits linguistiques des autochtones au Canada », sur www.axl.cefan.ulaval.ca (consulté le 26 août 2021)
- Jean Sellier, « Les langues des Amériques », Une histoire des langues. Et des peuples qui les parlent, sous la direction de Sellier Jean. Paris, La Découverte, « Hors collection Sciences Humaines », 2019, p. 615-670, lire en ligne
- Colette Grinevald, "Les langues amérindiennes: état des lieux", in Être Indiens dans les Amériques : Spoliations et résistance ; mobilisations ethniques et politiques du multiculturalisme, Gros, C. & Strigler, M. (eds), Paris, Edition de l'Institut des Amériques et Editions de l'Institut des Hautes études de l'Amérique Latine, 2006, pp. 175-196
- (en) Marianne Mithun, « Indigenous Languages of the Americas », sur Oxford Bibliographies (consulté le 26 août 2021)
- (en) Jean Franco, «Some reflections on contemporary writing in the indigenous languages of America», Comparative American Studies An International Journal, Volume 3, 2005, p.455-469.
- (en) José Camacho, Rodrigo Gutiérrez-Bravo et Liliana Sánchez, Information Structure in Indigenous Languages of the Americas: Syntactic Approaches, Walter de Gruyter, 30 juillet 2010 (ISBN 978-3-11-022853-3, lire en ligne)
- (en) Manuel Mager, Ximena Gutierrez-Vasques, Gerardo Sierra et Ivan Meza, « Challenges of language technologies for the indigenous languages of the Americas », arXiv:1806.04291 [cs],‎ 11 juin 2018 (lire en ligne, consulté le 26 août 2021)
- (en) Bright, William (Ed.). (1984). American Indian linguistics and literature. Berlin: Mouton de Gruyter.  (ISBN 3-11-009846-6).
- (en) Campbell, Lyle. (1997). American Indian languages: The historical linguistics of Native America. New York: Oxford University Press.  (ISBN 0-19-509427-1).
- (en) Campbell, Lyle; & Mithun, Marianne (Eds.). (1979). The languages of native America: Historical and comparative assessment. Austin: University of Texas Press.
- (en) Gordon, Raymond G., Jr. (Ed.), 2005, Ethnologue, Languages of the World (15th ed.). Dallas, Texas, SIL International,   (ISBN 1-55671-159-X), http://www.ethnologue.com
- (es) Migliazza, Ernest C.; & Campbell, Lyle. (1988). Panorama general de las lenguas indígenas en América. Historia general de América (Vol. 10). Caracas: Instituto Panamericano de Geografía e Historia.
- (en) Sebeok, Thomas A. (Ed.). (1976). Native languages of the Americas. New York: Plenum.
- (en) Voegelin, Carl F.; & Voegelin, Florence M. (1977). Classification and index of the world's languages. Amsterdam: Elsevier.  (ISBN 0-444-00155-7).

Amérique du Nord
- (en) Sturtevant, William C. (Ed.). (1978-present). Handbook of North American Indians (Vol. 1-20). Washington, D. C.: Smithsonian Institution. (Vols. 1-3, 16, 18-20 not yet published).
- (en) Sebeok, Thomas A. (Ed.). (1973). Linguistics in North America (parts 1 & 2).  Current trends in linguistics (Vol. 10). The Hauge: Mouton. (Reprinted as Sebeok 1976).
- (en) Sherzer, Joel.  (1973).  « Areal linguistics in North America ».  In T. A. Sebeok (Ed.), Linguistics in North America (part 2, p. 749-795).  Current trends in linguistics (Vol. 10). The Hauge: Mouton. (Reprinted in Sebeok 1976).
- (en) Mithun, Marianne. (1999). The languages of Native North America. Cambridge: Cambridge University Press.  (ISBN 0-521-23228-7) ;  (ISBN 0-521-29875-X).
- (en) Bright, William. (1973). « North American Indian language contact ». In T. A. Sebeok (Ed.), Linguistics in North America (part 1, p. 713-726).  Current trends in linguistics (Vol. 10). The Hauge: Mouton.
- (en) Bright, William. (1984). « The classification of North American and Meso-American Indian languages ». In W. Bright (Ed.), American Indian linguistics and literature (p. 3-29). Berlin: Mouton de Gruyter.
- (en) Goddard, Ives (Ed.). (1996). Languages. Handbook of North American Indians (W. C. Sturtevant, General Ed.) (Vol. 17). Washington, D. C.: Smithsonian Institution.  (ISBN 0-16-048774-9).
- (en)  Goddard, Ives. (1999). Native languages and language families of North America (rev. and enlarged ed. with additions and corrections). [Map]. Lincoln, NE: University of Nebraska Press (Smithsonian Institute). (Updated version of the map in Goddard 1996).  (ISBN 0-8032-9271-6).

Amérique du Sud
- Miryam Yataco et Lorena Córdova Hernández, « Visibilité et revitalisation des langues autochtones latino-américaines : production d’un paysage linguistique », Droit et cultures. Revue internationale interdisciplinaire, no 72,‎ 15 septembre 2016, p. 127–154 (ISSN 0247-9788, lire en ligne, consulté le 26 août 2021)
- (en) Kaufman, Terrence. (1990). « Language history in South America: What we know and how to know more ». In D. L. Payne (Ed.), Amazonian linguistics: Studies in lowland South American languages (p. 13-67). Austin: University of Texas Press.  (ISBN 0-292-70414-3).
- (en) Kaufman, Terrence. (1994). « The native languages of South America ». In C. Mosley & R. E. Asher (Eds.), Atlas of the world's languages (p. 46-76). London: Routledge.
- (en) Key, Mary R. (1979). The grouping of South American languages. Tübingen: Gunter Narr Verlag.
- (en) Loukotka, Čestmír. (1968). Classification of South American Indian languages. Los Angeles: Latin American Studies Center, University of California.
- Powell, John W. (1891). Indian linguistic families of America north of Mexico. Seventh annual report, Bureau of American Ethnology (p. 1-142). Washington, D.C.: Government Printing Office. (Reprinted in P. Holder (Ed.), 1966, Introduction to Handbook of American Indian languages by Franz Boas and Indian linguistic families of America, north of Mexico, by J. W. Powell, Lincoln: University of Nebraska).
- (en) Sherzer, Joel. (1976). An areal-typological study of American Indian languages north of Mexico. Amsterdam: North-Holland.

#### Sources anciennes
- (en) Brinton, Daniel G. (1891). The American race. New York: D. C. Hodges.
- (en) Powell, John W. (1915). Linguistic families of American Indians north of Mexico by J. W. Powell, revised by members of the staff of the Bureau of American Ethnology. (Map). Bureau of American Ethnology miscellaneous publication (No. 11). Baltimore: Hoen.
- (en) Boas, Franz. (1911). Handbook of American Indian languages (Vol. 1). Bureau of American Ethnology, Bulletin 40. Washington: Government Print Office (Smithsonian Institution, Bureau of American Ethnology).
- (en) Boas, Franz. (1922). Handbook of American Indian languages (Vol. 2). Bureau of American Ethnology, Bulletin 40. Washington: Government Print Office (Smithsonian Institution, Bureau of American Ethnology).
- (en) Boas, Franz. (1929). Classification of American Indian languages. Language, 5, 1-7.
- (en) Boas, Franz. (1933). Handbook of American Indian languages (Vol. 3). Native American legal materials collection, title 1227. Glückstadt: J.J. Augustin.
- (en) Sapir, Edward. (1929). « Central and North American languages ». In The encyclopædia britannica: A new survey of universal knowledge (14 ed.) (Vol. 5, p. 138-141). London: The Encyclopædia Britannica Company, Ltd.
- (en) Mason, J. Alden. (1950). « The languages of South America». In J. Steward (Ed.), Handbook of South American Indians (Vol. 6, p. 157-317). Smithsonian Institution Bureau of American Ethnology bulletin (No. 143). Washington, D.C.: Government Printing Office.
- (en) Rowe, John H. (1954). « Linguistics classification problems in South America ». In M. B. Emeneau (Ed.), Papers from the symposium on American Indian linguistics (p. 10-26). University of California publications in linguistics (Vol. 10). Berkeley: University of California Press.
- (en) Voegelin, Carl F.; & Voegelin, Florence M. (1965). « Classification of American Indian languages », Languages of the world, Native American fasc. 2, sec. 1.6). Anthropological Linguistics, 7 (7): 121-150.